# Грушанка
Груша́нка, или грушо́вка (лат. Pýrola) — род цветковых растений семейства Вересковые.
Энциклопедический словарь Брокгауза и Ефрона указывает на грушанку (грушовку) как на растение, вызывающее у животных «кровяную мочу».

## Ботаническое описание
Многолетнее растение.
Листья овальные или округлые, цельнокрайные или слегка городчатые, ясно черешковые, у большинства — вечнозелёные.
Цветки в кистевидном равностороннем соцветии. Кисть редкая, прямая, многоцветковая. Венчик пятилепестный, чашевидный, бокальчатый или почти шаровидный, лепестки вогнутые. Цветки без подпестичного диска. Тычинки в числе 10 с шиловидными, голыми нитями и тупыми на верхушке пыльниками, раскрывающимися на верхушке двумя дырочками. Рыльца пятиугольные или пятилопастные.
Плод — поникающая коробочка.

## Распространение и экология
Циркумполярный бореальный род, произрастающий в арктическом и умеренном поясах Северного полушария (от Арктики до Мексики и Гималаев), в лесной зоне.
В России — четыре вида.

## Классификация

### Таксономия
Pyrola  L., 1753, Sp. Pl. : 396
В системе Кронквиста род входил в самостоятельное семейство Грушанковые.
Род Грушанка относится к подсемейству Pyroloidaea семейства Вересковые (Ericaceae) порядка Верескоцветные (Ericales). Таксономическая схема в соответствии с Системой APG IV по состоянию на декабрь 2023 года:
|  |                                      |  |                                   |                                   |                      |  | ещё 21 семейство | ещё 21 семейство  |                          |  |                                                                |  | еще 3 рода | еще 3 рода |  |
|  |                                      |  |                                   |                                   |                      |  | ещё 21 семейство | ещё 21 семейство  |                          |  |                                                                |  | еще 3 рода | еще 3 рода |  |
|  |                                      |  |                                   | порядок Верескоцветные            |                      |  |                  |                   | подсемейство Pyroloidaea |  |                                                                |  |            |            |  |
|  |                                      |  |                                   | порядок Верескоцветные            |                      |  |                  |                   | подсемейство Pyroloidaea |  | 43 подтвержденных вида и 13 видов в статусе "неподтвержденных" |  |            |            |  |
|  | отдел Цветковые, или Покрытосеменные |  |                                   |                                   | семейство Вересковые |  |                  |                   | род Грушанка             |  |                                                                |  |            |            |  |
|  | отдел Цветковые, или Покрытосеменные |  |                                   |                                   |                      |  |                  |                   |                          |  |                                                                |  |            |            |  |
|  |                                      |  | ещё 63 порядка цветковых растений | ещё 63 порядка цветковых растений |                      |  |                  | еще 8 подсемейств | еще 8 подсемейств        |  |                                                                |  |            |            |  |
|  |                                      |  |                                   | ещё 63 порядка цветковых растений |                      |  |                  |                   | еще 8 подсемейств        |  |                                                                |  |            |            |  |

### Виды
- Pyrola × graebneriana Seemen
- Pyrola alboreticulata Hayata
- Pyrola alpina Andres
- Pyrola americana G.Don
- Pyrola angustifolia (Alef.) Hemsl.
- Pyrola aphylla Sm.
- Pyrola asarifolia Michx. — Грушанка копытолистная
- Pyrola atropurpurea Franch.
- Pyrola calliantha Andres
- Pyrola carpatica Holub & Křísa
- Pyrola chlorantha Sw. — Грушанка зеленоватая, или Грушанка зелёноцветковая
- Pyrola chouana Chang Y.Yang
- Pyrola corbieri H.Lév.
- Pyrola crypta Jolles
- Pyrola decorata Andres
- Pyrola dentata Sm.
- Pyrola elegantula Andres
- Pyrola elliptica Nutt. — Грушанка эллиптическая
- Pyrola faurieana Andres
- Pyrola forrestiana Andres
- Pyrola grandiflora Radius — Грушанка крупноцветковая
- Pyrola japonica Klenze ex Alef. — Грушанка японская
- Pyrola karakoramica Křísa
- Pyrola macrocalyx Ohwi
- Pyrola markonica Y.L.Chou & R.C.Zhou
- Pyrola mattfeldiana Andres
- Pyrola media Sw. — Грушанка средняя
- Pyrola minor L. — Грушанка малая
- Pyrola monophylla Y.L.Chou & R.C.Zhou
- Pyrola morrisonensis (Hayata) Hayata
- Pyrola nephrophylla Andres
- Pyrola picta Sm. — Грушанка пестроцветная
- Pyrola renifolia Maxim. — Грушанка почковидная
- Pyrola rotundifolia L. typus[1] — Грушанка круглолистная
- Pyrola rugosa Andres
- Pyrola shanxiensis Y.L.Chou & R.C.Zhou
- Pyrola sororia Andres
- Pyrola subaphylla Maxim.
- Pyrola sumatrana Andres
- Pyrola szechuanica Andres
- Pyrola tschanbaischanica Y.L.Chou & Y.L.Chang
- Pyrola virgata Raf.
- Pyrola xinjiangensis Y.L.Chou & R.C.Zhou

### Синонимы
- Amelia Alef.
- Braxilia Raf.
- Erxlebenia Opiz ex Rydb.
- Thelaia Alef.

## В астрономии
В честь грушанки назван астероид (1082) Пирола, открытый в 1927 году немецким астрономом Карлом Райнмутом в Гейдельбергской обсерватории.
|                                                                                                   |  |  |  |
| Слева направо: Грушанка зеленоватая. Грушанка крупноцветковая. Грушанка японская. Грушанка малая. |  |  |  |